# الحياة للأطفال (مجلة)
مجلة الحياة للأطفال هي مجلة فلسطينية شهرية، صدر العدد الأول منها عام 1990م، تصدر عن جمعية أصدقاء الأطفال العرب. رئيس تحريرها محمد بدرانة.
قطع المجلة 28×22 سم، وتحوي المجلة على مقدمة بعنوان أحبتي الصغار. تطبع المجلة في مطبعة الشرق العربية بالقدس.
تعتمد المجلة على المهارات فمثلاً تتضمن: كيف نصنع جهاز الهاتف البسيط، اشغل فراغك، كما تنشر المجلة القصائد الشعرية بشكل ملحوظ، ومعلومات عن المدن والبلاد، وقصص من البلاد الأخرى، والتسالي ومساهمات القراء، تخلو المجلة تماماً من القصص الكرتونية ما عدا 4 صفحات من بين 65 صفحة ذات لون واحد.، كما تحوي صفحات تحريرية باللغتين العربية والإنجليزية، مثل صفحات عن الحليب في العدد 67، وقصص باللغة الإنجليزية كتبتها ستيفاني مودي، تضم المجلة العديد من المسابقات مدفوعة الجوائز، بالإضافة إلى مساهمات القراء، تنشر المجلة صوراً ملونة للأصدقاء وأيضاً لوحات للأطفال، بشكل مصغر للغاية، الشعار مجلة الحياة للأطفال على الغلاف هناك إشارات لبعض مواد المجلة، تخلو المجلة من الإعلانات.

## الأبواب
- علبتك المفضلة
- ندوة الأطفال
- أجمل تعليق
- لوحات أطفالنا
- صورني نغنوشة
- صداقة بلا حدود

## فريق العمل

### الكُتَّاب
- باسم عيد أسود
- عارف الخطيب
- معشوق حمزة
- جورج عيسى
- مختار العطار
- توفيق الحاج
- حسن التليلي
- ستيفاني مودي

### الرَّسَّامون
- أمير الديك
- مايكل ألين
- لورا دبكة
- حسن حاكم
- لودا جلبشة
- أميرة الديل